# Barone Canavese
Barone Canavese – miejscowość i gmina we Włoszech, w regionie Piemont, w prowincji Turyn.
Według danych na rok 2004 gminę zamieszkiwały 582 osoby, 145,5 os./km².